# 郭鉉
郭鉉（1480年—？年），字汝節，山西太原府代州人，軍籍。

## 生平
治《詩經》，行三，正德二年（1507年）山西鄉試第三十六名舉人，年四十四歲中式嘉靖二年（1523年）癸未科會試第一百八十八名，第三甲第九十六名進士。

## 家族
曾祖郭奉先。祖父郭會。父郭廷弼。母李氏。慈侍下。兄欽、镗。